# Liste der Monuments historiques in Lochwiller
Die Liste der Monuments historiques in Lochwiller führt die Monuments historiques in der französischen Gemeinde Lochwiller auf.

## Liste der Bauwerke
| Bezeichnung                 | Beschreibung                                                                          | Standort                                  | Kennzeichnung | Schutzstatus | Datum | Bild           |
| --------------------------- | ------------------------------------------------------------------------------------- | ----------------------------------------- | ------------- | ------------ | ----- | -------------- |
| Napoleonsbank               | Ruhebank; Sandstein, 1854                                                             | an der Kreuzung von D 68 und D 668 (Lage) | PA00084777    | Inscrit      | 1988  |                |
| Kirche St-Jacques-le-Majeur | Turm um 1500, Schiff von 1756; Wandtabernakel im Chorraum, Sandstein, 15. Jahrhundert | Place de l’Église (Lage)                  | PA00084778    | Inscrit      | 1935  | weitere Bilder |

## Liste der Objekte
| Bezeichnung | Beschreibung               | Standort                           | Kennzeichnung | Schutzstatus | Datum | Bild |
| ----------- | -------------------------- | ---------------------------------- | ------------- | ------------ | ----- | ---- |
| Taufbecken  | Sandstein, 12. Jahrhundert | ehemals: Place de la Mairie (Lage) | PM67000158    | Classé       | 1979  |      |